# 無借金経営
無借金経営（むしゃっきんけいえい）とは、一般的に銀行など金融機関からの借入れや、各種社債・CP（コマーシャル・ペーパー）など有利子負債による資金調達に一切頼らず、自己資金（資本金）と内部留保（剰余金）で経営を行う手法をいう。

## 概説
「無借金」とはいえ、買掛金等による流動負債や、退職給付引当金等による長期負債項目は貸借対照表へ計上しているのが一般的であるため、同表の負債項目がすべて「0円」となる厳密なかたちでの「無借金経営」はほとんど存在していない。また、間接・直接調達を問わず「長期借入金」（返済期限まで1年以上あるもの）がない状態で「短期借入金」（返済期限が1年未満のもの）のみある場合も含めてこう表現される場合がある。さらに長期借入金がある場合でもそれを大きく上回る「内部留保」（剰余金）を現金（定期預金・換金性の高い証券類や、長期所持目的で保有する金塊等の貴金属類を含む）で所持している場合も事実上の「無借金経営」として表現される場合もみられる。

## 名古屋式経営
無借金経営の一形態として名古屋式経営（なごやしきけいえい）がある。中京圏でみられる会社経営の方法論で、一般的に「石橋を叩いて渡る」（さらには「石橋を叩いても渡らない」）とも揶揄されるほど、ことさらに冒険を嫌う慎重な経営を指す。
「名古屋式経営」のよい面である堅実性を実践している企業としては世界的に有名な「トヨタ自動車」が挙げられる。ただし、連結会計で見ると、日本一の負債を抱える企業という時期もあった。
なお、昭和末期から平成初期にかけて、日本中が好況で沸いた「バブル景気」の際、この地方の企業では「浮利」を追うような経営があまり行われなかった。事実、その後の「平成不況」で大きなダメージを負った企業が少なかったことから、「名古屋式経営」の健在ぶりを世間にアピールすることになる。一方で、この地方が特別に無借金企業が多いと言うわけではなく、東京商工リサーチによる2019年（平成31年/令和元年）の調査によると、中部地方の無借金企業の比率は地区別で最低であり、県別にみても愛知県（31位）、岐阜県（35位）、三重県（42位）ともに全国平均を下回っている。